# Kanton Aulnay-sous-Bois-Sud
Kanton Aulnay-sous-Bois-Sud is een voormalig kanton van het Franse departement Seine-Saint-Denis. Het kanton maakte deel uit van het arrondissement Le Raincy tot het op 22 maart 2015 fuseerde met het kanton Aulnay-sous-Bois-Nord tot het kanton Aulnay-sous-Bois.

## Gemeenten
Het kanton Aulnay-sous-Bois-Sud omvatte de volgende gemeente:
- Aulnay-sous-Bois (deels)